# 田崎真也今夜の一杯
『田崎真也今夜の一杯』（たさきしんやこんやのいっぱい）は、2012年9月24日までニッポン放送とABCラジオ（朝日放送）で放送されていた料理番組である。

## 概要
『田崎真也のワインはV』に替わってスタートしたミニ番組。ソムリエであり料理研究家でもある田崎真也が、毎回ワインに合う料理のレシピをワイン関連の知識も交えながら紹介していた。
やまやの一社提供番組で、ニッポン放送では2007年4月から、ABCラジオでは2011年4月4日から放送。番組制作は、ニッポン放送の子会社であるエル・ファクトリーが担当した。
番組タイトルの表記には揺れがあり、ニッポン放送・ABCラジオともに公式サイトで「田崎真也 今夜の一杯」と表記している例も見られた。

## 放送時間
いずれも日本標準時。

### ニッポン放送

#### ナイターシーズン
『ニッポン放送ショウアップナイター マンデースペシャル』の放送がある週には休止となった。また、聴取率調査週間中にもたびたび休止させられていた。
- 月曜 18:50 - 19:00

#### ナイターオフ
ニッポン放送ではナイターオフの時期であっても、クライマックスシリーズ中継や日本シリーズ中継の影響で休止になる場合があった。2010年度のみ『広瀬香美 ラジオdeフォロ〜ミ〜』火曜のコーナー（フロート番組）として放送。
- 火曜 19:40 - 19:50前後（2007年度 - 2010年度のナイターオフ）
- 月曜 19:40 - 19:50 （2011年10月 - 2012年3月）

### ABCラジオ
ABCラジオでは、ナイターシーズンか否かで放送時間を左右されることはなかった。ただし、『ABCフレッシュアップベースボール 月曜スペシャル』の放送がある週には休止となった。
- 月曜 18:50 - 19:00 （2011年4月4日 - 2012年9月24日）